# Gelánor
En la mitología griega, Gelánor (griego antiguo Γελάνωρ, Gelánōr) fue un rey de Argos. Era hijo de Esténelas, a quien sucedió en el trono. Se dice que Dánao, por temor a los hijos de Egipto, construyó el primero una nave con el consejo de Atenea, y embarcando en ella a sus hijas huyó. Al arribar a Rodas erigió la estatua de Atenea Lindia. Desde allí marchó a Argos, donde Gelánor, entonces rey, le cedió el trono; una vez adueñado del país llamó dánaos a sus habitantes.
Pausanias dice que Gelánor es un descendiente de Foroneo en esta sucesión genealógica: Ínaco - Foroneo - Níobe - Argo -  Forbante - Tríopas - Agénor - Crotopo - Esténelas - Gelánor. No obstante en la tragedia de Esquilo Las suplicantes Gelánor es citado simplemente como el «rey» y se le da un origen mucho más antiguo. Es denominado como Pelasgo, hijo de Pelectón, uno de los autóctonos.
En la ciudad de Argos lo más notable es el santuario de Apolo Licio. La imagen es obra del ateniense Átalo, pero originariamente el templo y la xóana eran ofrenda de Dánao. Por aquel entonces todas las imágenes eran de madera, y sobre todo las egipcias. Dánao erigió el Apolo Licio por el siguiente motivo. Cuando llegó a Argos, disputaba con Gelánor, hijo de Esténelas, por el poder. Ambos esgrimieron muchos argumentos persuasorios ante el pueblo, y los de Gelánor dieron la impresión de que no eran menos justos, así que el pueblo, según dicen, retrasó el juicio para el día siguiente. Al comenzar el día, un lobo cayó sobre un rebaño de bueyes que estaba pastando delante de la muralla, y, atacándolo, luchó contra el toro, jefe de la manada. A los argivos se les ocurrió que Gelánor se parecía a éste y Dánao al lobo, porque ni este animal vive con los hombres ni Dánao vivía con ellos en aquel tiempo. Como el lobo venció al toro, entonces Dánao obtuvo el poder. Considerando que de esta manera Apolo había hecho venir al lobo contra el rebaño de bueyes, fundó un santuario de Apolo Licio. Plutarco también está de acuerdo con la versión del lobo y Gelánor.
Según otra versión del mito, Gelánor entregó su reino a Dánao aconsejado por un oráculo. Cuando las danaides asesinaron a sus maridos, Gelánor quiso venderlas como esclavas, pero Dánao y los dioses le disuadieron.
Según Robert Graves, el significado de su nombre es "risa".